# Stogovo
Stogovo (mak. Стогово, alb. Stogovë) je planina na zapadu Republike Makedonije.  
To je geološki mlada planina, s oštrim vrhovima, a pripada šarskom planinskom sustavu. Najviši vrhovi planine su Stogovo, 2 318 i Golem Rid, s 2 268 metara nadmorske visine.

## Zemljopisne karakteristike
Planina se proteže u pravcu sjever-jug, odnosno sjeverozapad-jugoistok. U pravcu sjevera i istoka planina Stogovo se nadovezuje na planinu Bistra, a u pravcu juga, preko vrha Babin Srt (2 242 m.) nadovezuje se na planinu Karaorman. U pravcu zapada i jugozapada, padine Stogova spuštaju se do debarskog polja i doline rijeke Crni Drim (odnosno područje Drimkol i Malesija). U pravcu istoka i jugoistoka, planina Stogovo ograđuje kičevsku kotlinu i sjeverni dio područja Debarca. 

## Vegetacija
Flora gore je tipično planinska, u prvom pretplaninskom pojasu zastupljene su bukove i hrastove šume, u drugom planinskom pojasu rastu crnogorična drva, a na trećem najvišem pojasu raste jedino trava iz koje se uzdižu kameni vrhovi (kojih ima puno od preko 2 000 m.)

## Turističke mogućnosti
Do planine se može lako doći cestom Skopje - Debar. Priroda planine je dobro očuvana, jer je to vrlo nenaseljen kraj, čak nema ni planinara ni penjača.